# Christo Botev

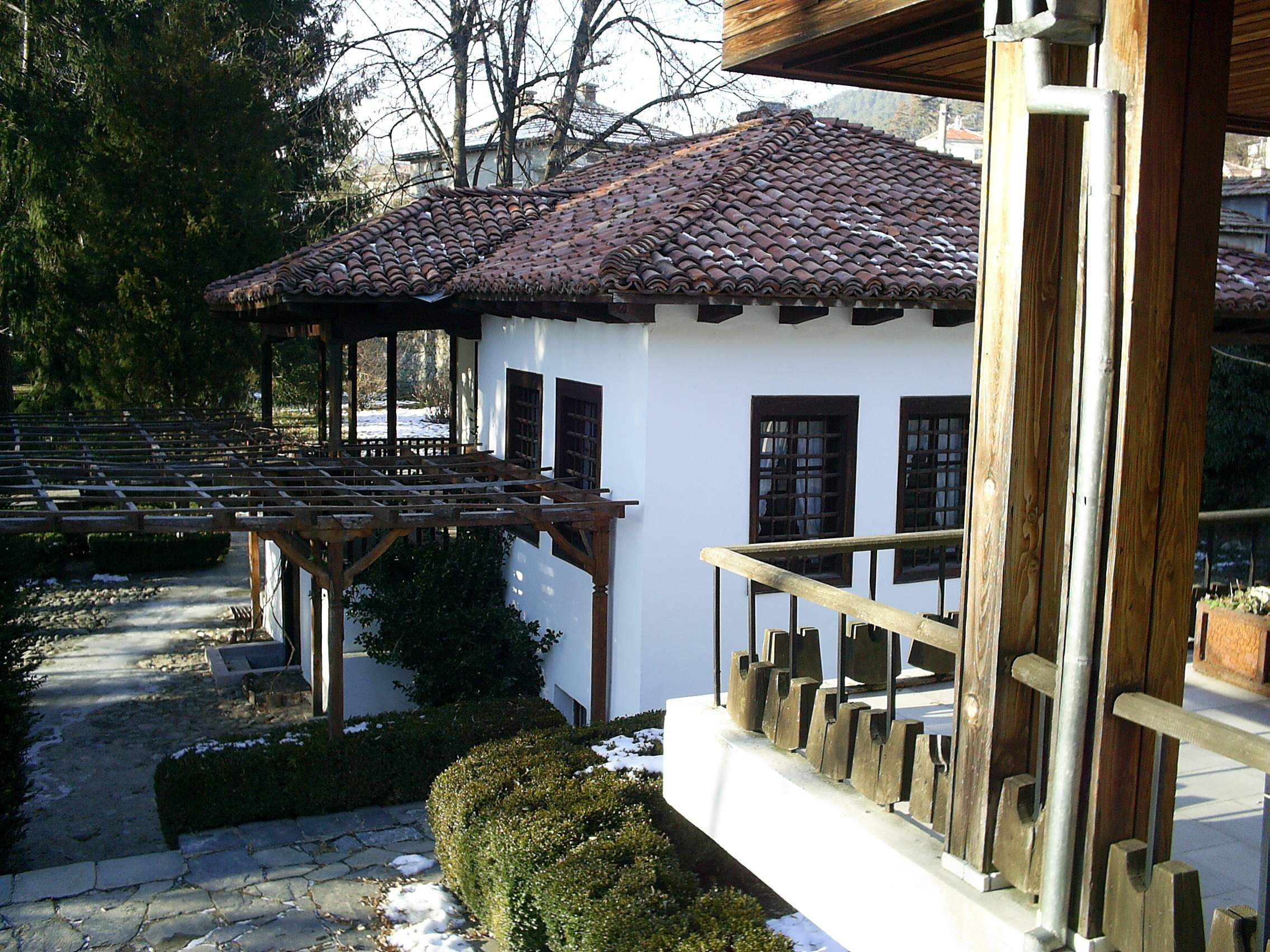
Het Museumhuis "Christo Botev" in Kalofer

Christo Botev, (Bulgaars: Христо Ботев) (6 januari 1848 - Vrachanska Gebergte 1 juni 1876) was een Bulgaarse revolutionair en dichter. Samen met Vasil Levski is hij een van de meest geliefde helden van de revolutionaire beweging in de bevrijding van Bulgarije van de Ottomaanse heerschappij.

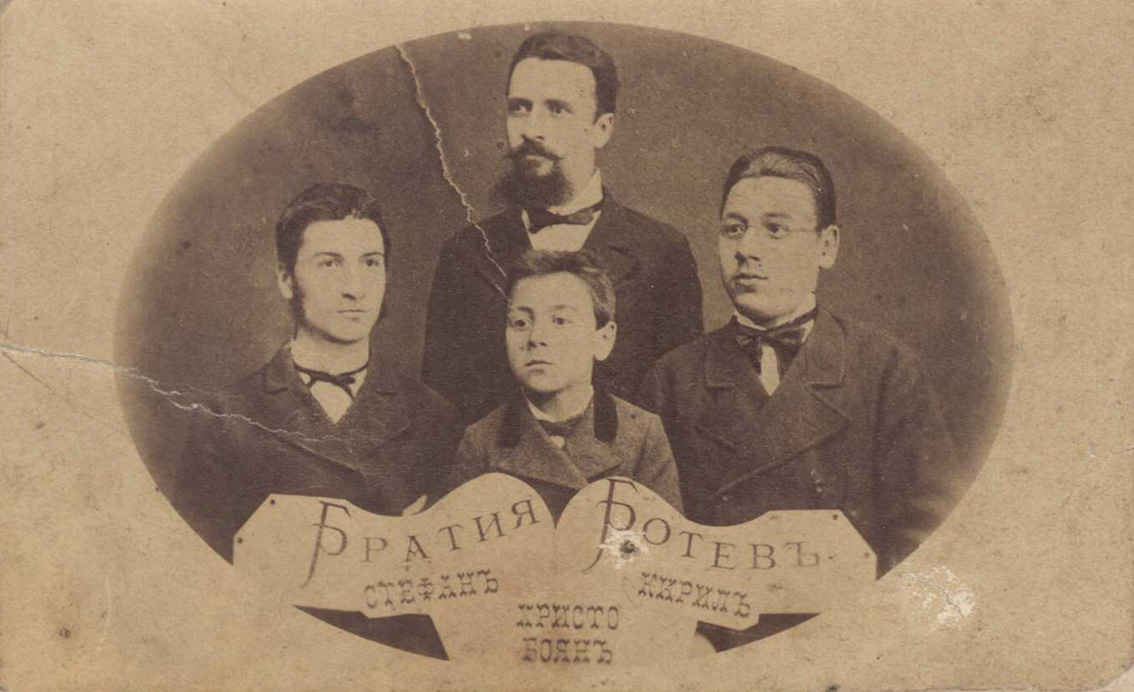
Christo Botev en broers

## Biografie
Botev is geboren op 6 januari 1848 in Kalofer in een kroostrijk gezin. Zijn vader was er leerkracht en had gestudeerd in Odessa. Door het werk en studies van zijn vader maakte de familie deel uit van de intellectuele klasse in die stad.
Dankzij het netwerk van zijn vader kon Christo Botev in 1863 in Odessa gaan studeren. In deze periode maakte hij kennis met de Bulgaarse Raad in Odessa. Deze Raad hielp hem bij zijn studies, maar wakkerde ook zijn nationalistisch gevoel aan, daar de groep via Russische steun de oprichting van een vrij Bulgarije trachtte te bereiken.
Zijn tijd in Odessa bleek echter geen succes. Hij vond het moeilijk om zijn plaats te vinden en had het lastig met de lijfstraffen op school. Bijgevolg miste hij meer en meer lessen en bracht hij steeds meer tijd door in de bibliotheek. Hij las vooral Russische werken. Door het missen van de vele lessen werd hij in 1865 van school gestuurd.
In plaats van terug te gaan naar Bulgarije, bleef hij in Odessa en besloot les te gaan geven aan de lokale Bulgaarse gemeenschap. Toen hij in 1867 het bericht kreeg dat zijn vader ernstig ziek was, keerde hij per boot terug naar Bulgarije. In deze periode werd zijn eerste gedicht gepubliceerd: "Aan mijn moeder". Bij zijn terugkeer nam hij de taken van zijn vader over en gaf les. Toen zijn vader hersteld was, werd hij teruggestuurd naar Odessa om alsnog zijn studies af te ronden.
Echter, in plaats van terug te keren naar Odessa, trok Botev naar Giurgiu in Roemenië. Hij arriveerde er in september 1867. Hier kwam hij al snel in contact met andere revolutionaire Bulgaren, zoals Chadzji Dimitar. Een maand na zijn aankomst kreeg deze groep het bericht dat de beroemde revolutionair Georgi Rakovski in Boekarest was overleden aan de gevolgen van tuberculose. Ze reisden naar Boekarest om zijn begrafenis op 12 oktober 1867 bij te wonen. Hij bleef er enige tijd kleven en werkte er mee aan de uitgifte van Bulgaarse revolutionaire kranten. Tijdens de periode in Boekarest leerde hij Vasil Levski kennen.
Na verloop van tijd besloot hij Boekarest te verlaten en door te reizen naar Odessa, maar eindigde uiteindelijk in de regio Bessarabië. Hier schreef hij zijn tweede gedicht "Aan mijn broer" en werkte opnieuw mee aan de uitgave van revolutionaire kranten.
Hij probeerde in de daaropvolgende jaren deel uit te maken van de revolutionaire beweging, maar werd ondanks zijn inzet vooral gezien als docent en schrijver. Hierdoor bleef hij in Roemenië rondzwerven. In deze periode schreef hij enkele gedichten en bleef hij steevast samenwerken met revolutionaire kranten om de Bulgaarse Zaak te behartigen. Dit alles ging gepaard met een constante verandering van woonplaats en werk, waardoor hij meermaals problemen had om de eindjes aan elkaar te knopen.
Dit alles resulteerde dat hij in Galați zelfs overvallen pleegde en geld vervalste. Hij werd opgepakt en veroordeeld tot een gevangenisstraf. In 1872 werd hij vrijgelaten.
Na zijn vrijlating vestigde hij zich in Boekarest, waar hij samenwerkte met Lyuben Karavelov aan de krant "Svoboda". In deze krant publiceerde hij een van zijn bekendste werken: Hadzji Dimitar. Later werkte hij mee aan de publicatie van de krant "Nezavizimost".
Tot 1874 mocht hij werken op een Bulgaarse school in Boekarest. Hij verliet de drukkerij van Karavelov en ontmoette zijn toekomstige vrouw, Veneta Vezireva. Ondanks de talrijke getuigenissen van persoonlijke conflicten met Karavelov, bleef Botev, zelfs na zijn aanstelling als leraar, actief samenwerken met de krant "Nezavisimost", waar zijn gedichten en feuilletons in verschenen.

### Latere jaren
In de zomer van 1874 raakte Botev actief betrokken bij het werk van het Bulgaars Revolutionaire Centraal Comité en nam deel aan de algemene vergadering, gehouden in de drukkerij van Karavelov. Tijdens de bijeenkomst werd hij gekozen tot een van de vijf leden van de commissie en werd er de secretaris ervan.
In de herfst van 1874 drong hij er bij de revolutionairen op aan hun kritiek op Rusland stop te zetten, aangezien de Russische regering een oorlog tegen het Ottomaanse Rijk aan het plannen was om Bulgarije te bevrijden. In oktober stopte de publicatie van "Nezavisimost", en werkte hij mee aan de publicatie van een nieuwe krant "Zname".
Later nam Botev het publiceren van "Zname" over en stopte als leerkracht. In maart 1875 kwamen Karavelov en Botev in conflict. Het dispuut tussen beide kwam in de pers, waardoor er problemen onder de revolutionairen ontstonden, alsook de effectiviteit van het Bulgaars Revolutionaire Centraal Comité in vraag kwam te staan. In juni 1875 slaagde Botev erin de drukkerij te kopen.
In 1875 gaf Botev Benkovski de opdracht om Karavelov te executeren en revolutionaire papieren te verzamelen. Benkovski aarzelde en vond een Salomonische oplossing. Hij slaagde erin Karavelov te intimideren en zonder moord de archieven van het Centraal Comité weg te nemen.
In 1875 werd Karavelov, mede door inspanningen van Botev, uit het Centraal Comité gezet. Op 12 augustus werd een algemene vergadering gehouden, waarbij Botev vice-voorzitter werd. Er werd besloten zo snel mogelijk een opstand te organiseren om te profiteren van de crisis in het Ottomaanse Rijk als gevolg van de opstand in Herzegovina. Botev werd door de commissie naar Rusland gestuurd om geld en wapens in te zamelen en de rekrutering van vrijwilligers voor de opstand onder de lokale Bulgaren te organiseren.
Botev ging naar Roemenië, Oekraïne en Moldavië om steun te zoeken bij Bulgaarse migranten en verschillende revolutionaire groepen werden opgericht, maar de Russische regering was tegen een opstand in Bulgarije, waardoor ook prominente leden van de Bulgaarse gemeenschap tegen de bevrijdingsstrijd waren.
Botev werd er later zelfs van beschuldigd geld te hebben verduisterd waardoor hij het Bulgaars Revolutionaire Centraal Comité moest verlaten. Hij bleef actief in de revolutionaire beweging en hield contact met meerdere leden van het verzet.
Zo werd hij uiteindelijk in 1876 een deel van een verzetsgroep die plannen had om met de stoomboot 'Radetski' de Donau over te steken vanuit Roemenië naar Bulgarije. De plannen van de oversteek waren echter bekend bij de Ottomanen, waardoor hij opdracht kreeg koers te kiezen richting Servië. Botev weigerde en stak de Donau over richting Bulgarije.
Ondanks hun hoop op lokale steun, bleek al snel dat na hun aankomst in Bulgarije de Bulgaren zich niet aansloten, en ze er alleen voor stonden. De Ottomanen reageerden snel en de verzetsgroep van Botev moest zijn toevlucht zoeken in de bergen. Na een reeks van schermutselingen werd hij op 1 juni 1876 doodgeschoten en daags erna werd zijn lijk door de Ottomanen onthoofd en zijn hoofd werd tentoongesteld in Vratsa.